# Alejo Nazarre
Alejo Nazarre (Buenos Aires, 1760 - ca. 1825) fue un funcionario y político argentino, que ejerció como teniente de gobernador de la ciudad de Mendoza poco después de la Revolución de Mayo.

## Biografía
Era hijo de Juan Antonio Nazarre y de Teresa Pérez de Asyan. Estudió en el Colegio de los jesuitas de su ciudad natal y fue empleado de la administración colonial de aduanas. Se casó en Mendoza el 26 de abril de 1786 con su prima hermana Nicolasa Sierra, hija de Juan de Sierra y de Manuela Pérez de Asyan.
Desde la década de 1790 fue el administrador en San Luis de la "Real Renta de tabacos y naipes", que en la práctica cobraba casi todos los impuestos, y durante la década siguiente ocupó el mismo cargo en la ciudad de Mendoza.
Apoyó la Revolución de Mayo y participó en los conflictos causados por el teniente de gobernador Faustino Ansay, que permaneció leal a los realistas. Fue durante varios años ministro de hacienda del gobierno local de Mendoza. En abril de 1812 celebró un parlamento con los indios pehuenches en el fuerte de San Carlos, con el cual obtuvo un largo período de paz. Por otro lado, este acuerdo permitió sostener a los indígenas como aliados ante la reconquista de Chile por los aliados, que se iniciaría poco después.
Tras el gobierno del anciano coronel José Bolaños, el Triunvirato nombró gobernador de la ciudad de Mendoza y su jurisdicción a Nazarre, que asumió el 11 de diciembre de 1812. Durante su gobierno hizo esfuerzos por ordenar la administración pública y gobernar con suma austeridad, y contribuyendo a sostener los ejércitos que llevaban adelante la guerra de independencia de la Argentina y también del vecino Chile. Pasó a la historia como un ejemplo de gobernante honrado, sincero y modesto, apoyado por todos los sectores.
Dejó el cargo el 29 de noviembre de 1813, cuando las actuales provincias de Mendoza, San Juan y San Luis se separaron de la Intendencia de Salta del Tucumán. Entregó el mando al primer gobernador intendente de Cuyo, Florencio Terrada.
Apoyó al sucesor de Terrada, general José de San Martín, tanto en su gobierno como en la formación del Ejército del Norte. Fue uno de los directores de la revuelta contra el nombramiento del coronel Gregorio Perdriel como gobernador de Cuyo en sustitución de San Martín – maniobra del Director Supremo Alvear para asegurar el dominio de esa provincia para su partido – y participó en el cabildo abierto por el que se rechazó la renuncia de San Martín y se expulsó a Perdriel.
Tiempo más tarde se trasladó a Buenos Aires, donde falleció en la década siguiente. Una calle de la ciudad de Buenos Aires recuerda a este funcionario.